# Língua cabixiana
Cabixiana (Kabixiana) é uma língua extinta da família linguística ariquém, pertencente ao tronco tupi. A língua foi falada em Rondônia.

## Vocabulário
Vocabulário pequeno da língua cabixiana organizado por Aryon Rodrigues e Claude Lévi-Strauss (1950):
| Português | Kabixiana  |
| --------- | ---------- |
| dente     | uniaín     |
| mão       | opopí      |
| perna     | ukibiei    |
| buriti    | paí        |
| arara     | perá       |
| cutia     | bakeniéng  |
| onça      | aminngkuni |